# Lanesboro (Minnesota)
Lanesboro – miasto w Stanach Zjednoczonych, w stanie Minnesota, w hrabstwie Fillmore.